# Суворов, Андрей Кононович
Андре́й Ко́нонович Суво́ров (1887, Санкт-Петербург — 1917) — российский футболист, нападающий.

## Биография
С 1911 по 1913 год выступал в составе команды «Спорт». В 1912 году вместе со «Спортом» стал чемпионом России.
14 июля 1912 года сыграл свой единственный матч в составе сборной России против Венгрии.
Погиб в 1917 году на фронте во время Июньского наступления.